# Culex oblita
Culex oblita är en tvåvingeart som först beskrevs av Lynch Arribalzaga 1891.  Culex oblita ingår i släktet Culex och familjen stickmyggor. Inga underarter finns listade i Catalogue of Life.